# IV. Mehmed oszmán szultán
IV. Mehmed (Isztambul, 1642. január 2. – Drinápoly, 1693. január 6.) oszmán szultán 1648-tól 1687-ig. Hosszú uralkodása változó sikerű volt: tehetséges vezírei, a Köprülük ugyan többször is diadalra juttatták a birodalmat, ami ennek eredményeképp 1683-ra elérte területi kiterjedésének csúcspontját, az oszmán hatalom lassú hanyatlását azonban mégsem tudták meggátolni. Ekkor rázták le a lengyelek Sobieski János vezetésével az török igát és kezdődött meg az oszmánok kiűzése Magyarország területéről. A vadászat iránti szenvedélye miatt az utókortól a Vadász Mehmed (Avcsi Mehmed) jelzőt kapta.

## Élete

### Ifjúkora
Mehmed 1642. január 2-án született Ibrahim szultán fiaként.

### Trónralépte
A trón ugyan már édesapja letétele után, 1648-ban rászállt, de nagykorúságáig mások kormányoztak nevében. 1656-ban maga vette át az uralkodást, de akkor is csak báb volt környezetének kezében és a pompa meg bujaság rabja. A hárem befolyása mind erősebben kezdett érvényesülni. Az Oszmán Birodalom alapjaiban megrendülve a felbomlás szélén állt; a pénzügyek zilált állapota minden mértéket meghaladt; a janicsárok folytonos zendülései miatt a belső béke és biztonság egyre kevésbé létezett.

### Köprülü Mehmed fellépése
Ekkor, a legsúlyosabb válság pillanatában egy férfiú vette kezébe az állam gyeplőjét, aki megfelelő erővel és szellemi tehetséggel rendelkezett. A férfi Köprülü Mehmed nagyvezír volt. Először is a velenceiekkel számolt le, akiktől visszafoglalta az egy évvel azelőtt elfoglalt Lemnosz és Tenedosz szigeteket és hatalmukat a keleti tengereken újra korlátok közé szorította. A Dardanellák mindkét partján hatalmas erősségeket emelt.

### Erdélyi hadjáratok

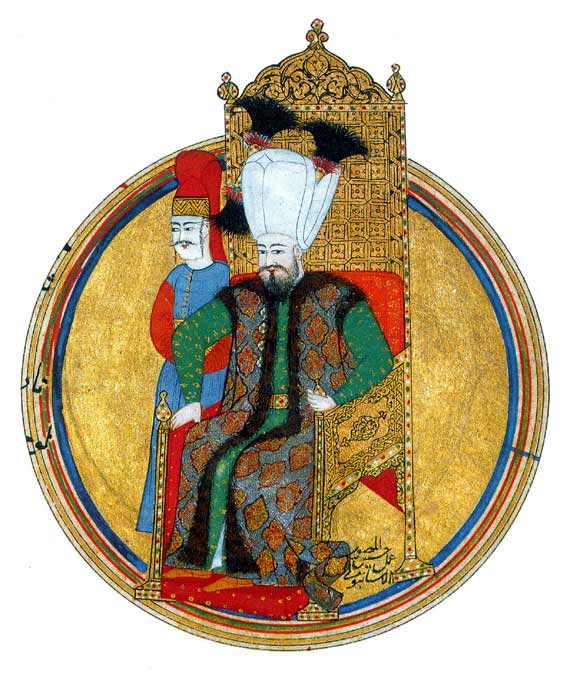
IV. Mehmed (miniatúra, 1674 és 1683 között)

Köprülü Mehmed nagy gondot fordított Erdély ügyeire is, ahol II. Rákóczi György a török porta által kinevezett fejedelemmel, Barcsay Ákossal küzdött az államalakulat koronájáért. Rákóczi ugyan elűzte Barcsayt, de utána elesett a török ellen vívott gyalui csatában. 1660-ban a török seregek bevették Nagyváradot, majd – az I. Lipót magyar király hadvezérétől, Raimondo Montecuccoli által nem segített – új erdélyi fejedelem Kemény János is. Végül I. Apafi Mihály kapta meg a törököktől Erdély trónját. Ekkor azonban Köprülü Mehmed már nem élt; fia Köprülü Ahmed követte a nagyvezíri tisztségben.

### Magyarországi hadjárat
Köprülü Ahmed ezek után Magyarország ellen fordult. Elfoglalta Érsekújvárt, Nyitrát, Lévát, és miután a császári hadakkal sehol sem találkozott – Montecuccoli főhadvezér Zrinyi Miklós kérései ellenére tétlenül nézte a törökök pusztításait –, az ősz derekán 30 000 rabszolgával győztesen Konstantinápolyba hazatért.
A következő év, 1664 tavaszán Köprülü ismét Magyarországra jött, és miután a Dráva mellékét elpusztította, valamint Zrínyiújvárat elfoglalta. Seregei súlyos vereséget szenvedtek a szentgotthárdi csatában, mindazonáltal a nyolc nappal később megkötött vasvári béke mindent helyreütött: Érsekújvár és Nagyvárad török kézen maradt, a vereség hatását pedig csak a kirabolt és a törökök hatalmában maradt Magyarország érezte.

### Lengyelországi háború

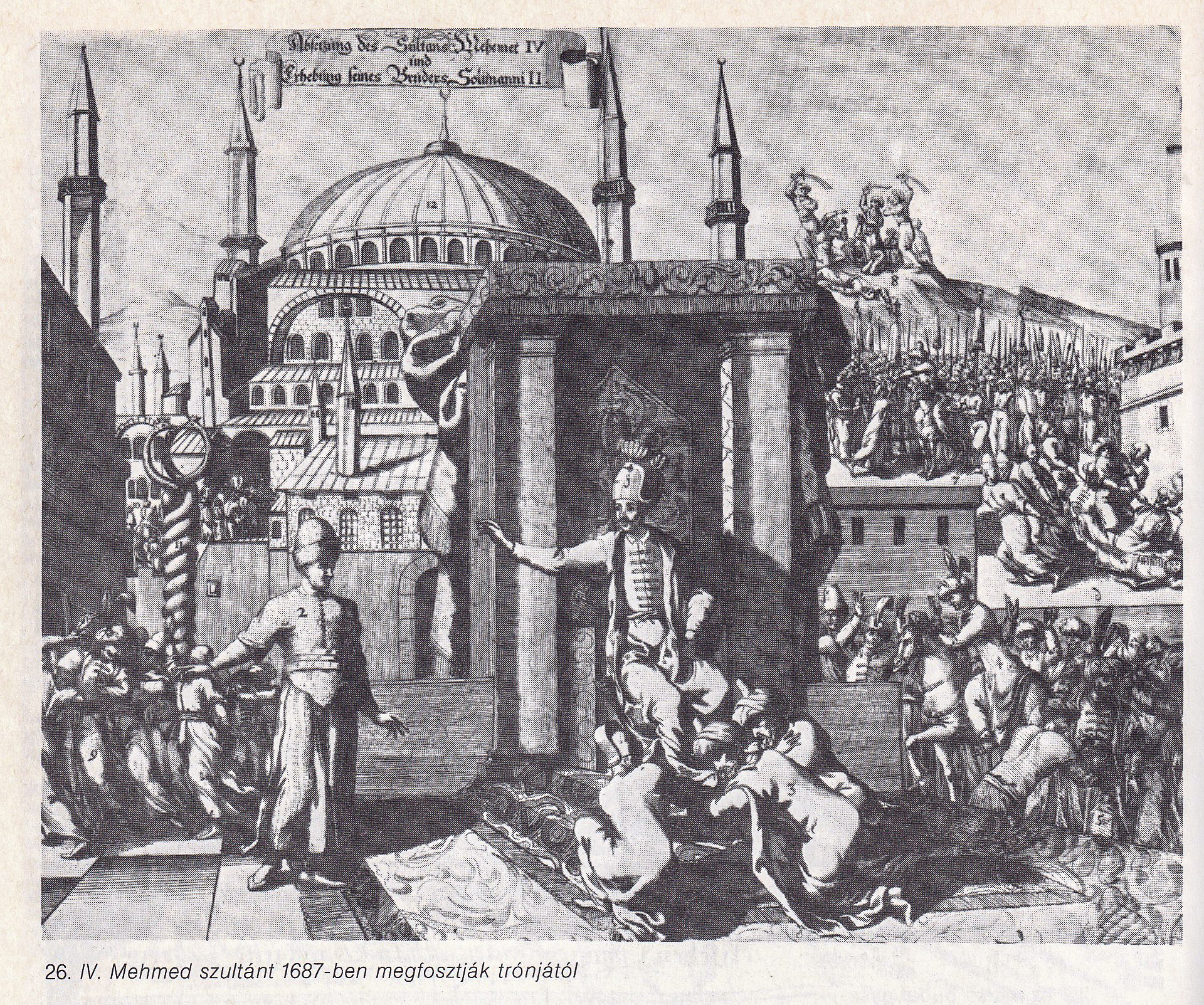
Mehmed szultánt 1687-ben megfosztják trónjától

Köprülü ezek után megostromolta Krétát, amely 2 évig húzódott, Lengyelország ellen vezette hadait. Mehmed szultán az 1672-től 1676-ig tartó háborút azzal a céllal indította, hogy elfoglalja Ukrajnát. Bár elfoglalta a stratégiai fontosságú Kamienec várát és a budzsáki egyezményben megkapta a lengyel Ukrajna és a kozákok feletti hatalmat, egy évvel később Sobieski János vereséget mért a törökökre a chocimi ütközetben, később egy sor újabb csatában. Ezzel a nyugati ukrán területek újból Lengyelországhoz kerültek.[forrás?]

### Oroszországi háború
A kudarc nem tántorította el a szultánt: új nagyvezíre, a lengyel háború idején még kajmakán Kara Musztafa az oroszok ellen folytatta a háborút közel öt éven át. Seregei behatoltak az orosz Ukrajnába, bevonultak Kijevbe, de a harcokban kivérzett török és tatár sereg 1681-re már nem bírta a megterhelést és lemondott Ukrajna meghódításáról.

### Magyarország elvesztése
Mehmed végzetes hibát követett el, amikor hallgatott Kara Musztafa javaslatára, amely nem körültekintően felelevenítette a szulejmáni tervet, a császárváros megkaparintását.[forrás?] Bécs alatt a török kudarcot vallott (1683), Esztergom (1683), illetve Budavár elveszett (1686),  a nagyharsányi („második mohácsi”) csatában 1687-ben nagy vereséget szenvedtek a törökök, a velenceiek pedig tengeren arattak győzelmeket.

### Sikerek Oroszország ellen
Oroszországgal szemben viszont némi sikert elkönyvelhetett, mert az oroszok, a Szent Liga tagjaként három hadjáratot indítottak a Krím ellen, de a tatárok és a törökök visszaverték.[forrás?] Ez viszont nem ellensúlyozta a nagy vereségeket, amelyek olyan nagy elégedetlenséget keltettek, hogy a fővárosban Szulejmán nagyvezírt megölték, a sereg pedig Mehmed szultánt börtönbe vetette és öccsét, II. Szulejmánt emelte helyébe a trónra.
Családja
Asszonyai
- Emetullah Rábia Gülnus szultána
- Afife szultána

Gyermekei:
Fiai
- II. Musztafa oszmán szultán (1664. február 6.  – 1703. december 30.) Gülnustól
- Ibrahim herceg (1665 – 1666) Afifétől
- III. Ahmed oszmán szultán (1673. december 30. – 1736. július 1.) Gülnustól
- Bayezid herceg (1678. december 15. – 1678. december 18.)
- Szulejmán herceg (1681 – 1685)

Lányai
- Hatice szultána (1662 – 1743. május 9.) Gülnustól
- Ümmi szultána (1668 – 1700) Gülnustól
- Fatma szultána (1680 – 1700) Gülnustól

### Halála
Mehmed fogságban halt meg 1693. január 6-án.